# Liste von Einheitsbäumen in Berlin
In der Liste von Einheitsbäumen in Berlin sind Einheitsbäume in Berlin aufgeführt. Dabei handelt es sich üblicherweise um Dreiergruppen aus einer Rotbuche, einer Kiefer und einer Stieleiche, die zum Gedenken an die Deutsche Wiedervereinigung gepflanzt wurden. Die Liste ist Teil der Liste von Einheitsbäumen in Deutschland. Sie enthält auch zu den Bäumen gehörende Gedenksteine oder Tafeln.
In einem gesonderten Abschnitt können „Echte Einheitsbäume“ erfasst werden, die am 3. Oktober 1990 gepflanzt wurden.
Die Liste erfasst nicht die vielen beim „Einheitsbuddeln“ aus dem gleichen Anlass gepflanzten Einzelbäume, Baumgruppen, Baumreihen und Allee-Teile.

## Tabelle
In dieser Tabelle ist Jahr das Jahr (oder Datum) der Pflanzung.
| Ort                 | Lage                                                 | Bild           | Baumarten                      | Jahr           | Beschreibung |
| ------------------- | ---------------------------------------------------- | -------------- | ------------------------------ | -------------- | --- |
| Steglitz-Zehlendorf | Karte Im Schönower Park, gegenüber Märchenspielplatz | weitere Bilder | Stieleiche Rotbuche Waldkiefer | 2015 (3. Okt.) | Im Schönower Park, gegenüber Märchenspielplatz, gepflanzt am 3. Oktober 2015. Eine Bank am Weg besteht aus drei Granitblöcken vom Palast der Republik. Am 3. Oktober 2021 wurde eine Tafel mit Informationen zum Denkmal an einem der drei dort eingebauten Granitblöcke freigegeben. |

## Echte Einheitsbäume
„Echte Einheitsbäume“ sind Bäume, die bereits am 3. Oktober 1990 zum Gedenken an die Deutsche Wiedervereinigung gepflanzt wurden. In dieser Liste sind nur Beispiele aus jedem Bundesland enthalten, von denen auf die umfangreichen Listen der jeweiligen Bundesländer verwiesen wird.
| Ort                            | Bezirk              | Lage                                     | Bild                            | Baumarten | Jahr | Beschreibung                 |
| ------------------------------ | ------------------- | ---------------------------------------- | ------------------------------- | --------- | ---- | ---------------------------- |
| Alt-Lankwitz (Berlin-Lankwitz) | Steglitz-Zehlendorf | Karte vor dem Spielplatz in Alt-Lankwitz | Einheitslinde Lankwitz · Schild | Linde     | 1990 | am 3. Oktober 1990 gepflanzt |